# Адениджи, Хаким
Хаким Адениджи (англ. Hakeem Adeniji; 8 декабря 1997, Гарленд, Техас) — профессиональный американский футболист нигерийского происхождения, выступающий на позиции тэкла нападения в клубе НФЛ «Цинциннати Бенгалс». На студенческом уровне играл за команду Канзасского университета. На драфте НФЛ 2020 года был выбран в шестом раунде.

## Биография
Хаким Адениджи родился 8 декабря 1997 года в Гарленде в штате Техас. Один из двух сыновей в семье выходцев из Нигерии. Его мать Джок Адениджи работала телеведущей в Лагосе. Он окончил Гарлендскую старшую школу, в течение трёх лет выступал за её футбольную команду, в выпускной год был её капитаном. Дважды его включали в состав сборной звёзд округа. Также Адениджи играл в баскетбол, занимался лёгкой атлетикой и принимал участие в региональных соревнованиях по метанию диска и толканию ядра.

### Любительская карьера
После окончания школы Адениджи планировал поступить в Академию ВВС, но не прошёл медицинскую комиссию из-за аллергии. После этого он поступил в Канзасский университет, где обучался по специальности «управление и руководство». В футбольном турнире NCAA он дебютировал в 2016 году, начав сезон на позиции правого тэкла нападения, а затем перейдя на левый край. Он сыграл в стартовом составе во всех двенадцати матчах, по итогам года попав в сборную новичков конференции по версии издания Athlon Sports. В 2017 и 2018 годах Адениджи провёл в основном составе команды по двенадцать игр.
В мае 2019 года он получил диплом бакалавра. В том же году он сыграл за «Канзас Джейхокс» двенадцать матчей. По итогам сезона его включили в первую сборную звёзд конференции Big 12. В феврале 2020 года Адениджи был приглашён на съезд скаутов клубов НФЛ в Индианаполисе.

### Профессиональная карьера
Перед драфтом НФЛ 2020 года аналитик издания Bleacher Report Мэтт Миллер относил к его преимуществам большой опыт игры в стартовом составе, физическую мощь и технику работы рук. Среди минусов Адениджи назывались скованность движений, затрачиваемое на принятие решений время, недостаточный уровень атлетизма. В рейтинге издания он занимал семнадцатую позицию среди тэклов нападения.
На драфте Адениджи был выбран «Цинциннати Бенгалс» в шестом раунде под общим 180-м номером. В июле 2020 года он подписал с клубом четырёхлетний контракт. В дебютном сезоне он сыграл в пятнадцати матчах регулярного чемпионата НФЛ. Большую часть времени Адениджи выходил на поле как игрок специальных команд, в стартовом составе он провёл пять матчей: три на месте левого тэкла, один справа и один как дополнительный тайт-энд. В концовке сезона он проиграл борьбу за место в составе Фреду Джонсону. В 2021 году он занял место одного из стартовых гардов и провёл девять матчей в регулярном чемпионате и три игры в плей-офф, выйдя с командой в Супербоул LVI.
В 2022 году Адениджи выбыл из числа стартовых линейных «Бенгалс», но принял участие в пятнадцати матчах регулярного чемпионата как запасной правый тэкл. Его эффективность по ходу сезона снижалась, по итогам чемпионата издание Pro Football Focus оценило его игру в 54,1 балла, в плей-офф оценка составила 43,6 балла.